# 文祥機械
文祥機械有限公司，簡稱文祥機械（英語：Mun Siong Engineering Limited，SGX：MF6），在1969年創立，當時名稱為「文祥機械私人有限公司」。現時主席為陈韦帉。
業務为石油与天然气加工业提供机械工程，以及电器仪表服务的综合型企业。股份在2010年10月22日於新加坡交易所主板上市。招股價為0.2坡元，配售股份為107,000,000股，集資額為21,400,000坡元。
總部位於35 Tuas Road Jurong Town Singapore 638496。

## 連結
- Mun-Siong.com （页面存档备份，存于）